# Investisseur
Un investisseur est une personne physique ou morale qui alloue une part de capital disponible dans l'attente d'un retour sur investissement. Elle peut ainsi investir dans des actions, des obligations et les droits connexes, des devises, des matières premières, de l'immobilier ou tout autre actif. Un investisseur peut investir sans distinction sur le marché primaire des titres nouvellement émis ou sur le marché secondaire (titres déjà émis), dans des titres de sociétés cotées ou non cotées.
Il peut réaliser ses investissements sur un marché réglementé, par exemple une bourse des valeurs, ou encore de gré-à-gré, sur le marché des titres non cotés. Un investissement est de durée variable en fonction des objectifs de placements initiaux ou des besoins de l'investisseur. Contrairement au spéculateur qui cherche à profiter d'une fenêtre de marché assez courte, l'investisseur investit à long terme en vue de gérer son patrimoine, où celui dont il a la responsabilité.
Les investisseurs professionnels disposant d'une large surface financière sont appelés investisseurs institutionnels, on les oppose parfois aux investisseurs individuels, ou petits porteurs.

## Impact des investisseurs dans la production et la mise à disposition de biens et de services
L'impact d'un investissement d'investisseurs sur une entreprise, qui produit et/ou met à disposition des biens et des services, peut être financier ou uniquement en propriété.
Cet impact est financier si l'entreprise reçoit effectivement le montant de l'investissement. Cet investissement va donc augmenter son capital social.
Seul un investissement sur le marché primaire (ex. : lors de la fondation d'une société ou lors d'une émission d'actions d'une société existante) a un impact financier sur l'entreprise. Cet investissement sert en général à acquérir ou améliorer des moyens de production (machines, locaux, informatique, etc.).
Un investissement sur le marché secondaire (ex. : un produit financier d'une assurance vie composé d'un « panier » d'actions) est un échange financier (ex. : entre un particulier et sa banque) dont pas un sous ne va aux entreprises dont les actions composent le panier.
Dans tous les cas, que ce soit un investissement sur le marché primaire ou secondaire, il a un impact sur la propriété. Ainsi, les actions rachetées par d'autres lors d'une OPA peuvent provoquer des changements importants d'actionnaires qui, en vertu des pouvoirs que donne la propriété des actions, sont en mesure de modifier profondément les destinées de l'entreprise et de ses salariés, alors même que l'entreprise elle-même n'a pas reçu un sous : la transaction est uniquement entre investisseurs. Il en est de même lorsque des membres d'un C.A. de sociétés sont des gestionnaires de fonds d'investissement ou de pensions tenus de rentabiliser les placements de leurs petits ou gros épargnants.
Ces deux marchés (primaire et secondaire) nous suggèrent une typologie des investisseurs-actionnaires en deux catégories, étant entendu que chaque investisseur-actionnaire est plutôt l'un ou plutôt l'autre de manière nuancée :
1. La catégorie des investisseurs-actionnaires « entrepreneurs », motivés par des objectifs « innovants », industriels, sociaux, etc. Cette catégorie correspond à ce qui est décrit dans l'article actionnaire ;
2. La catégorie des investisseurs-actionnaires «financiers». Cette catégorie correspond au « capitaliste » que Marx décrit d'une manière que certains qualifieraient de manichéenne et dont la seule motivation serait « faire du fric ».

Marx a écrit dans « Das Kapital, Band 2, Abschnitt 1, 1.4 Der Gesamtkreislauf» :
« Geldmachen ist das treibende Motiv. Produktion erscheint nur als notwendiges Übel dazu. » soit « Gagner de l'argent est le motif moteur. Pour cela, la production n'apparaît que comme un mal nécessaire »....à défaut de pouvoir s'en défaire ou d'en rêver comme il le précise dans la parenthèse ensuite : « Alle kapitalistischen Nationen ergreift periodisch ein Schwindel, den sie zur Geldmacherei frei von lästiger Produktion nutzen. » soit « Toutes les nations capitalistes ont périodiquement une chimère, celle de pouvoir faire du fric en se passant d'une production pesante ennuyeuse. »
Ce rêve de légèreté et de vitesse se réalise justement dans la sphère financière, dans le marché secondaire, avec des « produits » financiers de toute sorte et les systèmes « électroniques » pour les transactions. Il se réalise également dans la sphère de l'économie réelle, parfois au détriment de PdG trop adeptes d'une logique industrielle ou sociale et pas assez d'une logique « financière ».
Ainsi, Pierre Suard, ancien PdG d'Alcatel, a été nommé par des investisseurs de la première catégorie. Il a créé un empire industriel à l'image de Siemens, son concurrent le plus semblable. Il a été débarqué et remplacé par Serge Tchuruk en 1995 après l'arrivée de nouveaux actionnaires plutôt de la deuxième catégorie. Ce dernier a concentré Alcatel sur son « cœur de métier », escompté le plus rentable, et a vendu le reste. Le changement de slogan qui a suivi, même du « cœur de métier », est révélateur d'un changement de finalité des actionnaires, moins entrepreneuriale et plus financière : le slogan « être un architecte d'un monde internet » est remplacé par « apporter de la valeur ajoutée aux actionnaires ».
En Mars 2021, la même mésaventure arrive à Emmanuel Faber, PdG de Danone débarqué sous l'impulsion d'actionnaires anglo-saxons insatisfaits des résultats financiers obérés, d'après eux, par la politique sociale de ce PdG.
A la vue des réalités économiques actuelles, il semble que l'influence des investisseurs « financiers », y compris sur le marché primaire, soit de plus en plus grande.
Cette domination de la seconde catégorie peut aussi s’apprécier en considérant les flux financiers : (1-) les flux financiers correspondant au marché primaire (à savoir ceux des investisseurs-actionnaires « entrepreneurs ») sont beaucoup moins importants que ceux correspondant au marché secondaire; (2-) même au niveau du marché primaire, il semble que l'investisseur souhaite minimiser, rendre « marginale » sa contribution et il a à sa disposition les outils juridiques pour le faire.
En effet, le plus souvent, les entreprises investissent directement soit en recyclant une partie de leurs bénéfices, soit surtout en empruntant directement sur les marchés bancaires ou obligataires. La part d’investissement par le marché primaire (ex. : par émission d'actions) est minime au regard de leur investissement direct : en 2016 investissement par émission d'actions : 22 M€ ; par emprunt des entreprises : 297 M€ (source : LaTribune et Insee). De plus, il faut déduire des investissements sur le marché primaire la part de plus en plus importante de « rachat d'actions » par l'entreprise sur ordre de ses actionnaires, ce « rachat » consiste à reverser à ceux-ci les montants de la valorisation d'une partie de leurs actions pour les « annuler ». Souvent l'entreprise doit emprunter pour cela.
Enfin, l'investissement de l'investisseur, au regard des investissements directement faits par les entreprises, est à considérer en tenant compte du concept de « responsabilité limitée » conjugué avec la non réalité juridique de l'entreprise : les actionnaires-investisseurs d'une entreprise ont de fait la propriété et le contrôle de TOUS les moyens de production de celle-ci alors même qu'ils n'y ont que peu contribué par leur argent.

### Investissements, «responsabilité limitée» et non-réalité juridique de l'entreprise
Le concept de « responsabilité limitée » et sa mise en œuvre dans les lois au 19. siècle (ex. : en France, lois du 23 mai 1863 puis du 24 juillet 1867 ; en Angleterre lois de 1856 à 1862 sur les Joint-Stock Company limited) compte, d'après Y.N. Harari, dans son ouvrage SAPIENS, « parmi les inventions les plus ingénieuses de l’humanité » : « Peugeot est une création de notre imagination collective. Les juristes parlent de « fiction de droit ». Peugeot appartient à un genre particulier de fictions juridiques, celle des « sociétés anonymes à responsabilité limitée ». L’idée qui se trouve derrière ces compagnies compte parmi les inventions les plus ingénieuses de l’humanité. » 
Harari en explique les avantages : « Si une voiture tombait en panne, l’acheteur pouvait poursuivre Peugeot, mais pas Armand Peugeot. Si la société empruntait des millions avant de faire faillite, Armand Peugeot ne devait pas le moindre franc à ses créanciers. Après tout, le prêt avait été accordé à Peugeot, la société, non pas à Armand Peugeot, l’Homosapiens » actionnaire !
Cette explication montre que la « responsabilité limitée » est en fait non pas une limitation des risques mais un véritable transfert de responsabilité et des risques de l'investisseur-actionnaire à la société-entreprise, à son collectif de travail, responsabilité pénale et économique. Toutefois ce transfert ne s'accompagne pas en retour d'un transfert de propriété du fait de la non-réalité juridique de l'entreprise[réf. à confirmer] : quel que soit le montant investi par l'investisseur-actionnaire il a toujours le pouvoir et est propriétaire de fait (de par sa possession des actions) de tous les moyens de production (locaux, machines, moyens informatiques, etc.), y compris de ceux acquis grâce aux « millions » empruntés : c'est l'entreprise, qui acquiert en empruntant, qui rembourse, et qui entretient à ses frais les moyens de production en plus de payer les salaires, charges et taxes.
Grâce à cette « responsabilité limitée » conjuguée avec la non-réalité juridique de l'entreprise, plusieurs procédés permettent aux investisseurs-actionnaires d'accroître les moyens de production qu'ils contrôlent en minimisant au maximum leur mise (le capital social) : investissement par effet de levier, achat à effet de levier, rachat d'actions. Il est donc très compréhensible que les investisseurs-actionnaires recourent à ces procédés plutôt que d’émettre des actions supplémentaires provoquant l'arrivée d'autres investisseur-actionnaires avec qui certes les risques sont partagés mais également le pouvoir et la propriété. Si l'entreprise était, comme une association loi de 1901, sujet de droit, la « responsabilité limitée » serait remplacée par les « responsabilités et propriétés partagées » entre actionnaires et le collectif de travail de l'entreprise, chacun selon sa contribution. Les procédés « à effet de levier » et autres au profit de certains ne seraient plus et beaucoup d'autres s'en réjouiraient.

## Les différents types d'investisseurs
- Investisseur individuel :
  1. Petit porteur en bourse ;
  2. Business angel investissant dans des jeunes pousses ;
  3. Collectionneur (un collectionneur d'œuvres d'art peut aussi être un investisseur).
- Investisseur institutionnel :
  1. Fonds de gestion d'actifs diversifiés ;
  2. Fonds souverain ;
  3. Fonds de capital investissement ;
  4. Entreprises publiques ou privées prenant des participations financières ;
  5. Intervenants ponctuels de type algorithmique.

Les investisseurs institutionnels (appelés familièrement zinzin en France) peuvent être des banques, des compagnies d'assurance, des fonds de multiples natures ou des entreprises. Aujourd'hui, les fonds de pension étrangers représentent une part très importante du capital des grandes entreprises en France (CAC 40).
Les investisseurs sont parfois classés compte tenu de leur recherche ou de leur aversion au risque (en contrepartie d'une performance correspondante), et de leur horizon d'investissement.

## Qualités d'un investisseur
Un bon investisseur est le gestionnaire avisé de son épargne ou de celle des autres. Il doit donc disposer de qualités propres d'analyse et de sélection des opportunités qui lui sont présentées afin de choisir en connaissance de cause celles qui sont les plus appropriées à sa situation. Il doit s'efforcer de comprendre le fonctionnement du support dans lequel il projette d'investir et se documenter sur les conditions relatives à son investissement (type de support, frais, options de sorties, liquidité, etc). L'investisseur américain Warren Buffett a sur ce sujet une philosophie simple qui est « si vous ne comprenez pas, n'investissez pas ». Les autorités de marché s'attachent à ce que les investisseurs soient convenablement et équitablement informés par les émetteurs. Pour des investissements à long terme, un investissement diversifié en Bourse a historiquement offert les meilleurs taux de retour sur investissement.
L'investisseur diffère en cela du « joueur » qui approche l'investissement financier comme un jeu d'argent essentiellement régit par le hasard et la tactique. On l'appelle parfois spéculateur mais ce terme désigne surtout un investisseur prêt à prendre des risques plus élevés que la moyenne contre le marché ou lors d'un mouvement de hausse du marché, afin de maximiser son espérance de gain. Les spéculateurs sont souvent accusés d'être à l'origine des bulles financières et de mener des complots manipulateurs contre les marchés financiers afin de s'enrichir.

## Stratégie des investisseurs
Les investisseurs commencent par définir un plan d'investissement en fonction de leur épargne, ou de leurs fonds, disponible(s) et de leur revenus . Ils utilisent pour cela différentes stratégies pour réaliser leurs investissements: elles dépendent essentiellement de leur degré d'acceptation du risque et du niveau de rendement attendu. Les paramètres clés qui entourent la décision d'investissement sont aussi le montant des fonds disponibles, la liquidité nécessaire et l'horizon d'investissement recherché.
Un investisseur peut investir directement, il est alors autonome. Il peut aussi choisir de s'attacher les conseils d'une société de bourse, d'une banque ou d'un CIF, conseiller en investissement financier.
Il existe de nombreuses thématiques d'investissement, par exemple par secteur, par géographie, par taille d'entreprise ou en fonction du rendement proposé. Certains facteurs de sélection sont négatifs et visent par exemple à exclure du champ de l'investissement les sociétés n'ayant pas un comportement éthique ou responsable. Lorsqu'une société cherche à lever des fonds, il est souvent difficile d'identifier les investisseurs susceptibles d'y investir. Les sociétés en quête de fonds peuvent alors se tourner vers des plateformes en ligne telles que OpenVC qui répertorient les investisseurs et leurs critères d'investissement. 
La stratégie la plus courante est la gestion de bon père de famille qui exclut les prises de risque trop agressives; cela comprend la sélection d'actions de bonne qualité (« blue chips ») et d'obligations bien notées par les agences. Une telle stratégie tend à se rapprocher de la performance du marché en général, telle que mesurée par un indice de référence (par exemple, CAC 40). Dans cas, il n'est pas rare que les investisseurs se simplifient la vie en privilégiant l'achat d'une valeur mobilière répliquant l'indice à l'identique (tracker).
Certains produits mutuels, dérivés ou structurés sont complexes et nécessitent un niveau de connaissance approfondi en finance et en mathématique. Il est déconseillé de s'en approcher sans s'être assuré de les avoir bien compris, ou sans avoir pris l'avis d'un professionnel compétent.